# Nicholas T. Kane
Nicholas T. Kane (* 12. September 1846 im County Waterford, Irland; † 14. September 1887 in Albany, New York) war ein US-amerikanischer Politiker. Er vertrat 1887 den Bundesstaat New York im US-Repräsentantenhaus.

## Werdegang
Nicholas Thomas Kane wurde während des Viktorianischen Zeitalters im County Waterford geboren. Seine Familie wanderte während seiner Kindheit in die Vereinigten Staaten ein und ließ sich in Albany nieder. Dort besuchte er die Gemeinschaftsschulen. Er verpflichtete sich 1863 während des Bürgerkrieges in der Unionsarmee und diente dort bis 1865. Danach ging er kaufmännischen Tätigkeiten nach. Zwischen 1883 und 1885 vertrat er Watervliet im Albany County Board of Supervisors. Politisch gehörte er der Demokratischen Partei an.
Bei den Kongresswahlen des Jahres 1886 für den 50. Kongress wurde Kane im 19. Wahlbezirk von New York in das US-Repräsentantenhaus in Washington, D.C. gewählt, wo er am 4. März 1887 die Nachfolge von John Swinburne antrat. Er starb allerdings vor dem Ende seiner Dienstzeit am 14. September 1887 im Alter von 41 Jahren in Albany und wurde auf dem St. Agnes Cemetery in Colonie beigesetzt.